# Strzegomek
Strzegomek – wieś w Polsce położona w województwie świętokrzyskim, w powiecie staszowskim, w gminie Rytwiany.
W latach 1975–1998 miejscowość administracyjnie należała do województwa tarnobrzeskiego.
W latach 1867–1954 w granicach administracyjnych gminy Osiek (natenczas stanowił integralną część wioski Strzegom sołtystwo); a w granicach obecnej gminy Rytwiany dopiero od 1 stycznia 1973 roku po reaktywacji gmin w miejsce gromad.

## Dawne części wsi – obiekty fizjograficzne
W latach 70. XX wieku przyporządkowano i opracowano spis lokalnych części integralnych dla Strzegomka zawarty w tabeli 1.

| Nazwa wsi – miasta  | Nazwy części wsi – miasta                            | Nazwy obiektów fizjograficznych – charakter obiektu |
| ------------------- | ---------------------------------------------------- | --- |
| I. Gromada RYTWIANY |                                                      | |
| 1. Strzegomek       | 1. Folwark 2. Góry 3. Jaźwiny 4. Nawsie 5. Wiśniówka | 1. Bobrowa Łąka — łąka leśna 2. Durmów Las — las 3. Dworskie — pole 4. Góry — pole 5. Jaźwiny — pole, las 6. Klasztorny Las — las 7. Nawsie — pole, łąka 8. Pastwiska — łąka, pole, krzaki 9. Przeczka — łąka leśna 10. Stawy — łąka, stawy 11. Szady Smug — łąka leśna 12. Szczecki Las — las 13. Tarniny — młody las 14. Trzciny — łąka, krzaki |

## Ulice
Poniżej w tabeli 2 ulice będące integralną częścią wioski Strzegomek, z aktualnie przypasanym im numerem zgodnym z TERYT z katalogu ULIC.

| Symbol ulicy | Nazwa ulicy                  | Symbol ulicy | Nazwa ulicy          | Symbol ulicy | Nazwa ulicy    |
| ------------ | ---------------------------- | ------------ | -------------------- | ------------ | -------------- |
| 01528        | ul. Boczna                   | 35203        | ul. Wacława Dąbrówki | 10898        | ul. Leśna      |
| 35204        | ul. inż. Jana Chołocińskiego | 04003        | ul. Dojazdowa        | 19308        | ul. Rytwiańska |

## Infrastruktura
- Szkoła podstawowa wraz z przedszkolem.
- Infrastruktura kolejowa skaładająca się z dwóch torów: „polskich” (trakcyjnych) oraz „ruskich”. Na terenie Strzegomka znajduje się stacja kolejowa(tory „polskie”) przeznaczona do pociągów towarowych. Stacja kolejowa jest dość pokaźnych rozmiarów, w najgęstszym miejscu możemy spotkać 7 torów znajdujących się równolegle obok siebie. Głównym transportowanym surowcem jest siarka z pobliskich kopalni oraz paliwo(węgiel, drewno) do pobliskiej elektrowni „Połaniec”.